# Hausaufgabenheft

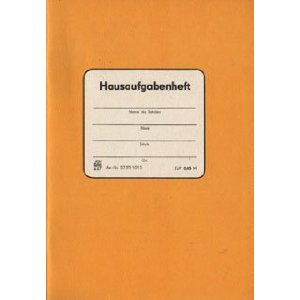
Hausaufgabenheft aus der DDR (DIN A5 broschiert)

Ein Hausaufgabenheft ist ein Heft oder kleineres Buch mit einer vorgedruckten Kalendereinteilung, in das Schüler ihre Hausaufgaben samt Fälligkeitstermin eintragen. Neben dem Hauptzweck der Arbeits- und Zeitplanung kann das Heft auch der Kommunikation zwischen den Lehrern und den Eltern der Schüler dienen.

## Gebrauch
Der Pädagoge Kurt Singer rät Schülern dazu, alle Hausaufgaben noch während der Schulstunde, in der sie aufgegeben werden, in ihr Hausaufgabenheft einzutragen. Die Eintragung soll für den Tag erfolgen, an dem die Hausaufgabe fällig ist. Um die Zeitplanung zu erleichtern, sollen zusätzlich zu den explizit aufgegebenen Hausarbeiten auch regelmäßig auftretende Aufgaben eingetragen werden. Das kann zum Beispiel das Vokabeltraining oder die Vorbereitung auf eine Klassenarbeit sein.
Das Hausaufgabenheft wird auch für Mitteilungen der Lehrer an die Eltern genutzt, die unter Umständen quittiert werden müssen. In manchen Schulen werden solche Mitteilungen allerdings nicht in das Hausaufgabenheft geschrieben, sondern zum Beispiel in das Mitteilungsheft des Kindes eingetragen oder als loses Blatt in eine Mitteilungsmappe gelegt.

## Gestaltung
Hausaufgabenhefte haben oft das Format DIN A5. Üblich ist eine Einteilung von einer Woche pro Doppelseite, wobei Montag bis Mittwoch ihren Platz in drei Feldern auf der linken Seite finden, während auf der rechten Seite unter den beiden Feldern für Donnerstag und Freitag ein Feld frei bleibt. Dieses freie Feld kann für Wochenaufgaben oder Lehrermitteilungen dienen, bei werbefinanzierten Heften werden dort auch Anzeigen platziert. Jedes Feld sollte mindestens so viele Zeilen haben, wie es an einem Tag Schulstunden geben kann. Üblich sind weitere Seiten für den Stundenplan, manchmal auch ausklappbar oder als Reiter neben den Seitenkanten, so dass die Fächer nicht neu in jede Wochenseite geschrieben werden müssen.
Bei einer anderen möglichen Gestaltung der Doppelseite sind alle fünf Werktage einer Woche untereinander am Außenrand der linken Seite angeordnet. Am oberen Heftrand verläuft über die Breite der Doppelseite ein Tabellenkopf, der alle Schulfächer enthält. Für jeden Tag gibt es so ein Feld für jedes mögliche Fach. In den USA werden Hausaufgabenhefte teils direkt von der Schule oder vom Schulbezirk bestellt, dann kann das Heft zusätzlich zum Stundenplan noch eingedruckte Informationen zur Schule, den Verhaltensregeln und dem dress code enthalten.
Die Gestaltung des Einbands ist bei einfachen Handelsmarken-Heften oft sehr schlicht. Bei den Marken-Hausaufgabenheften mit aufwändigerer Ausstattung gibt es Hefte mit eigens für den Hersteller entwickelter Gestaltung wie Häfft. Andere Hersteller setzen auf Merchandising-Varianten mit lizenzierte Grafik, wie aus den Wilden Kerlen, den Simpsons oder Hello Kitty.

## Wirtschaftliche Bedeutung
Hausaufgabenhefte gehören zur Warengruppe der Papier-, Büro- und Schreibwaren (PBS), Untergruppe Schulbedarf, und werden vor allem saisonal zum Beginn des Schuljahres vertrieben. Hauptvertriebskanäle sind Schreibwarenläden, Papierwarenabteilungen in Kaufhäusern, der Internet-Versandhandel und die Verteilung an der Schule. Dabei existieren Eigenmarken des Handels neben eher einfach gestalteten Markenprodukten und teureren Produkten mit aufwändiger Gestaltung und Ausstattung.
Neben den zu kaufenden Heften existieren auch werbefinanzierte Hausaufgabenhefte. Anzeigen in diesen Hausaufgabenheften können altersgruppengenau und regional abgegrenzt gebucht werden und sind aufgrund des geringen Streuverlustes und der im Vergleich längeren Nutzungsdauer in ihrem Tausend-Kontakt-Preis teurer als Anzeigen in Jugendzeitschriften. Schulen, an denen solche Hefte verteilt werden, werden dabei vertraglich an die Marketingfirma gebunden.

## Digitalisierung
Anstelle von Hausaufgabenheften nutzen Jugendliche gegenwärtig auch gemeinsame Messengerdienste oder Prototypen für die kollaborative Sammlung von Hausaufgaben und Begleitinformationen. Bei Schulen und Hochschulen mit Learning-Management-Systemen (LMS) kann auch die Lehrkraft entsprechende Informationen hinterlegen.